# Barbara Bredero
 (octobre 2018).
Barbara Bredero, née le 30 novembre 1962 à Drunen, est une réalisatrice néerlandaise.

## Filmographie
- 2008 : Morrison krijgt een zusje[1]
- 2012 : Drôle de prof[2]
- 2013 : Drôle de Prof 2 : Au camping[3]
- 2014 : Mister Twister on Stage[4]
- 2015 : Sammy Paramaribo: Bittersweet
- 2017 : My Giraffe[5]
- 2018 : Taal Is Zeg Maar Echt Mijn Ding[6]